# 2023-as IIHF divízió III-as jégkorong-világbajnokság
A 2023-as IIHF divízió III-as jégkorong-világbajnokság A csoportjának mérkőzéseit Fokvárosban, a Dél-afrikai Köztársaságban rendezték április 17. és 23. között. A B csoport mérkőzéseit Szarajevóban, Bosznia-Hercegovinában rendezték február 27. és március 5. között.

## A csoport

### Résztvevők
| Csapat                  | Kvalifikáció                                                                  |
| ----------------------- | ----------------------------------------------------------------------------- |
| Türkmenisztán           | A 2022-es divízió III/A 3. helyezettje.                                       |
| Tajvan                  | A 2022-es divízió III/A 4. helyezettje.                                       |
| Luxemburg               | A 2022-es divízió III/A 5. helyezettje.                                       |
| Észak-Korea             | A 2022-es világbajnokságtól visszalépett. A 2023-as tornától is visszalépett. |
| Dél-afrikai Köztársaság | Rendező, a 2022-es divízió III/B 1. helyezettje, feljutott.                   |
| Thaiföld                | A 2022-es divízió III/B 2. helyezettje, feljutott.                            |

### Tabella
| Hely. | Csapat                      | M | Gy | HGy | HV | V | G+ | G– | Gk  | P  | Feljutás vagy kiesés        |
| ----- | --------------------------- | - | -- | --- | -- | - | -- | -- | --- | -- | --------------------------- |
| 1.    | Tajvan                      | 4 | 4  | 0   | 0  | 0 | 30 | 4  | +26 | 12 | Feljutott a divízió II B-be |
| 2.    | Türkmenisztán               | 4 | 2  | 0   | 0  | 2 | 17 | 16 | +1  | 6  |                             |
| 3.    | Dél-afrikai Köztársaság (R) | 4 | 2  | 0   | 0  | 2 | 16 | 17 | −1  | 6  |                             |
| 4.    | Thaiföld                    | 4 | 2  | 0   | 0  | 2 | 20 | 21 | −1  | 6  |                             |
| 5.    | Luxemburg                   | 4 | 0  | 0   | 0  | 4 | 3  | 28 | −25 | 0  |                             |
| 6.    | Észak-Korea                 | 0 | 0  | 0   | 0  | 0 | 0  | 0  | 0   | 0  | Kiesett a divízió III B-be  |

1. 1 2 3  Türkmenisztán 3 pont, 0 Gk, 12 G+; Dél-Afrika 3 pont, 0 Gk, 11 G+; Thaiföld 3 pont, 0 Gk, 8 G+
2. ↑  Észak-Korea visszalépett a torna előtt.

### Mérkőzések
A mérkőzések kezdési időpontjai helyi idő szerint (UTC+2) értendők.
| 2023. április 17. 16:00 | Thaiföld | 2–11 (0–3, 1–3, 1–5) | Tajvan | The Ice Station, Fokváros Nézőszám: 30 |

| Jegyzőkönyv | Jegyzőkönyv                                      | Jegyzőkönyv                                      | Jegyzőkönyv                | Jegyzőkönyv                                                                     |
| --- | ------------------------------------------------ | ------------------------------------------------ | -------------------------- | ------------------------------------------------------------------------------- |
| | Benjamin Kleineschay Pattarapol Ungkulpattanasuk | Kapusok                                          | Hsiao Po-yu Kuei Fu-hsiang | Játékvezetők: Ryan Cairns Yevgeni Romasko Vonalbírók: Fraser Ohlson Óscar Pérez |
| \| \| 0–1 \| 12:51 – Shen Yen-l. (Sang) (PP) \| \| \| 0–2 \| 14:35 – Chou \| \| \| 0–3 \| 18:29 – Lin H. (Shen Yen-l., Yang Chang-h.) (PP) \| \| \| 0–4 \| 25:05 – Yu \| \| \| 0–5 \| 26:24 – Chang (Shen Yen-c.) \| \| Sukwiboon – 27:36 \| 1–5 \| \| \| \| 1–6 \| 36:21 – Lin H. (Chen, Sang) (PP) \| \| \| 1–7 \| 42:12 – Yu (Lin C., Chou) \| \| \| 1–8 \| 45:26 – Lin H. (Yang Chang-h.) \| \| \| 1–9 \| 48:36 – Lin H. (Chen, Shen Yen-l.) (PP) \| \| Isaksson (Chan-Urai) (PP) – 49:33 \| 2–9 \| \| \| \| 2–10 \| 54:48 – Wang (Shih) \| \| \| 2–11 \| 55:54 – Chang (Lin Y., Shen Yen-l.) \| |                                                  |                                                  |                            | Játékvezetők: Ryan Cairns Yevgeni Romasko Vonalbírók: Fraser Ohlson Óscar Pérez |
| 14 perc | Büntetések                                       | 6 perc                                           |                            | Játékvezetők: Ryan Cairns Yevgeni Romasko Vonalbírók: Fraser Ohlson Óscar Pérez |
| 23 | Lövések                                          | 44                                               |                            | Játékvezetők: Ryan Cairns Yevgeni Romasko Vonalbírók: Fraser Ohlson Óscar Pérez |
| | 0–1                                              | 12:51 – Shen Yen-l. (Sang) (PP)                  |                            | Játékvezetők: Ryan Cairns Yevgeni Romasko Vonalbírók: Fraser Ohlson Óscar Pérez |
| | 0–2                                              | 14:35 – Chou                                     |                            | Játékvezetők: Ryan Cairns Yevgeni Romasko Vonalbírók: Fraser Ohlson Óscar Pérez |
| | 0–3                                              | 18:29 – Lin H. (Shen Yen-l., Yang Chang-h.) (PP) |                            | Játékvezetők: Ryan Cairns Yevgeni Romasko Vonalbírók: Fraser Ohlson Óscar Pérez |
| | 0–4                                              | 25:05 – Yu                                       |                            |                                                                                 |
| | 0–5                                              | 26:24 – Chang (Shen Yen-c.)                      |                            |                                                                                 |
| Sukwiboon – 27:36 | 1–5                                              |                                                  |                            |                                                                                 |
| | 1–6                                              | 36:21 – Lin H. (Chen, Sang) (PP)                 |                            |                                                                                 |
| | 1–7                                              | 42:12 – Yu (Lin C., Chou)                        |                            |                                                                                 |
| | 1–8                                              | 45:26 – Lin H. (Yang Chang-h.)                   |                            |                                                                                 |
| | 1–9                                              | 48:36 – Lin H. (Chen, Shen Yen-l.) (PP)          |                            |                                                                                 |
| Isaksson (Chan-Urai) (PP) – 49:33 | 2–9                                              |                                                  |                            |                                                                                 |
| | 2–10                                             | 54:48 – Wang (Shih)                              |                            |                                                                                 |
| | 2–11                                             | 55:54 – Chang (Lin Y., Shen Yen-l.)              |                            |                                                                                 |

| 2023. április 17. 20:00 | Türkmenisztán | 6–9 (3–0, 0–4, 3–5) | Dél-afrikai Köztársaság | The Ice Station, Fokváros Nézőszám: 187 |

| Jegyzőkönyv | Jegyzőkönyv                   | Jegyzőkönyv                            | Jegyzőkönyv | Jegyzőkönyv                                                                              |
| --- | ----------------------------- | -------------------------------------- | ----------- | ---------------------------------------------------------------------------------------- |
| | Rahman Myradov Serdar Ashyrov | Kapusok                                | Ryan Boyd   | Játékvezetők: Andrea Benvegnu Yevgeni Romasko Vonalbírók: Helan Al-Ameri Koep Leermakers |
| \| Dovletmyradov (Barkovskiy) – 01:02 \| 1–0 \| \| \| Barkovskiy (Annasaparov, Dovletmyradov) (PP) – 08:26 \| 2–0 \| \| \| Nuryyev (Baymyradov) – 10:57 \| 3–0 \| \| \| \| 3–1 \| 20:44 – Van Doesburgh (Compton) \| \| \| 3–2 \| 28:58 – Magmoed (PP) \| \| \| 3–3 \| 34:54 – Samaai (Valadas, Compton) (PP) \| \| \| 3–4 \| 35:49 – Venter (Valadas) \| \| Kakayev – 40:28 \| 4–4 \| \| \| \| 4–5 \| 44:46 – Samaai (Kluyts) (PP) \| \| \| 4–6 \| 45:10 – Magmoed (Obery, Venter) \| \| Geldimyradov (Barkovskiy, Annasaparov) – 51:43 \| 5–6 \| \| \| \| 5–7 \| 52:19 – Samaai (Valadas) \| \| \| 5–8 \| 53:06 – Van Doesburgh \| \| Dovletmyradov (Geldimyradov, Tannyyev) (PP) – 55:53 \| 6–8 \| \| \| \| 6–9 \| 58:09 – Schuurman \| |                               |                                        |             | Játékvezetők: Andrea Benvegnu Yevgeni Romasko Vonalbírók: Helan Al-Ameri Koep Leermakers |
| 14 perc | Büntetések                    | 12 perc                                |             | Játékvezetők: Andrea Benvegnu Yevgeni Romasko Vonalbírók: Helan Al-Ameri Koep Leermakers |
| 39 | Lövések                       | 24                                     |             | Játékvezetők: Andrea Benvegnu Yevgeni Romasko Vonalbírók: Helan Al-Ameri Koep Leermakers |
| Dovletmyradov (Barkovskiy) – 01:02 | 1–0                           |                                        |             | Játékvezetők: Andrea Benvegnu Yevgeni Romasko Vonalbírók: Helan Al-Ameri Koep Leermakers |
| Barkovskiy (Annasaparov, Dovletmyradov) (PP) – 08:26 | 2–0                           |                                        |             | Játékvezetők: Andrea Benvegnu Yevgeni Romasko Vonalbírók: Helan Al-Ameri Koep Leermakers |
| Nuryyev (Baymyradov) – 10:57 | 3–0                           |                                        |             | Játékvezetők: Andrea Benvegnu Yevgeni Romasko Vonalbírók: Helan Al-Ameri Koep Leermakers |
| | 3–1                           | 20:44 – Van Doesburgh (Compton)        |             |                                                                                          |
| | 3–2                           | 28:58 – Magmoed (PP)                   |             |                                                                                          |
| | 3–3                           | 34:54 – Samaai (Valadas, Compton) (PP) |             |                                                                                          |
| | 3–4                           | 35:49 – Venter (Valadas)               |             |                                                                                          |
| Kakayev – 40:28 | 4–4                           |                                        |             |                                                                                          |
| | 4–5                           | 44:46 – Samaai (Kluyts) (PP)           |             |                                                                                          |
| | 4–6                           | 45:10 – Magmoed (Obery, Venter)        |             |                                                                                          |
| Geldimyradov (Barkovskiy, Annasaparov) – 51:43 | 5–6                           |                                        |             |                                                                                          |
| | 5–7                           | 52:19 – Samaai (Valadas)               |             |                                                                                          |
| | 5–8                           | 53:06 – Van Doesburgh                  |             |                                                                                          |
| Dovletmyradov (Geldimyradov, Tannyyev) (PP) – 55:53 | 6–8                           |                                        |             |                                                                                          |
| | 6–9                           | 58:09 – Schuurman                      |             |                                                                                          |

| 2023. április 18. 20:00 | Luxemburg | 2–10 (0–2, 1–5, 1–3) | Thaiföld | The Ice Station, Fokváros Nézőszám: 51 |

| Jegyzőkönyv | Jegyzőkönyv     | Jegyzőkönyv                                   | Jegyzőkönyv          | Jegyzőkönyv                                                                                 |
| --- | --------------- | --------------------------------------------- | -------------------- | ------------------------------------------------------------------------------------------- |
| | Philippe Lepage | Kapusok                                       | Benjamin Kleineschay | Játékvezetők: Yahya Al-Jneibi Yevgeni Romasko Vonalbírók: Miroslav Lhotský Jason van Rooyen |
| \| \| 0–1 \| 04:45 – Limpinphet (Khuhakaew, Forstner) (PP) \| \| \| 0–2 \| 12:18 – Isaksson (Kindborn, Aarola) (PP) \| \| \| 0–3 \| 22:35 – Isaksson (Kindborn, Nagayama) (PP) \| \| \| 0–4 \| 25:18 – Kitayama (Isaksson, Aarola) (PP) \| \| Grönlund (PP) – 32:57 \| 1–4 \| \| \| \| 1–5 \| 33:22 – Nagayama (Forstner, Kindborn) \| \| \| 1–6 \| 34:51 – Isaksson (Kindborn, Aarola) \| \| \| 1–7 \| 35:04 – Khuhakaew (Limpinphet, Nagayama) \| \| \| 1–8 \| 46:23 – Kitayama (Kindborn, Isaksson) (PP) \| \| \| 1–9 \| 48:05 – Kitayama (Kindborn, Nagayama) (PP) \| \| \| 1–10 \| 49:35 – Sukwiboon (Vatanapanyakul) \| \| Cannon (Potucek, Mossong) – 35:56 \| 2–10 \| \| |                 |                                               |                      | Játékvezetők: Yahya Al-Jneibi Yevgeni Romasko Vonalbírók: Miroslav Lhotský Jason van Rooyen |
| 20 perc | Büntetések      | 14 perc                                       |                      | Játékvezetők: Yahya Al-Jneibi Yevgeni Romasko Vonalbírók: Miroslav Lhotský Jason van Rooyen |
| 30 | Lövések         | 54                                            |                      | Játékvezetők: Yahya Al-Jneibi Yevgeni Romasko Vonalbírók: Miroslav Lhotský Jason van Rooyen |
| | 0–1             | 04:45 – Limpinphet (Khuhakaew, Forstner) (PP) |                      | Játékvezetők: Yahya Al-Jneibi Yevgeni Romasko Vonalbírók: Miroslav Lhotský Jason van Rooyen |
| | 0–2             | 12:18 – Isaksson (Kindborn, Aarola) (PP)      |                      | Játékvezetők: Yahya Al-Jneibi Yevgeni Romasko Vonalbírók: Miroslav Lhotský Jason van Rooyen |
| | 0–3             | 22:35 – Isaksson (Kindborn, Nagayama) (PP)    |                      | Játékvezetők: Yahya Al-Jneibi Yevgeni Romasko Vonalbírók: Miroslav Lhotský Jason van Rooyen |
| | 0–4             | 25:18 – Kitayama (Isaksson, Aarola) (PP)      |                      |                                                                                             |
| Grönlund (PP) – 32:57 | 1–4             |                                               |                      |                                                                                             |
| | 1–5             | 33:22 – Nagayama (Forstner, Kindborn)         |                      |                                                                                             |
| | 1–6             | 34:51 – Isaksson (Kindborn, Aarola)           |                      |                                                                                             |
| | 1–7             | 35:04 – Khuhakaew (Limpinphet, Nagayama)      |                      |                                                                                             |
| | 1–8             | 46:23 – Kitayama (Kindborn, Isaksson) (PP)    |                      |                                                                                             |
| | 1–9             | 48:05 – Kitayama (Kindborn, Nagayama) (PP)    |                      |                                                                                             |
| | 1–10            | 49:35 – Sukwiboon (Vatanapanyakul)            |                      |                                                                                             |
| Cannon (Potucek, Mossong) – 35:56 | 2–10            |                                               |                      |                                                                                             |

| 2023. április 19. 16:00 | Luxemburg | 1–4 (0–1, 1–3, 0–0) | Türkmenisztán | The Ice Station, Fokváros Nézőszám: 40 |

| Jegyzőkönyv | Jegyzőkönyv     | Jegyzőkönyv                                        | Jegyzőkönyv    | Jegyzőkönyv                                                                      |
| --- | --------------- | -------------------------------------------------- | -------------- | -------------------------------------------------------------------------------- |
| | Philippe Lepage | Kapusok                                            | Rahman Myradov | Játékvezetők: Cemal Kaya Yevgeni Romasko Vonalbírók: Edward Howard Fraser Ohlson |
| \| \| 0–1 \| 08:25 – Nuryyev (Bayhanov, Tannyyev) (PP) \| \| \| 0–2 \| 28:31 – Barkovskiy (Geldimyradov, Annasaparov) \| \| \| 0–3 \| 31:12 – Geldimyradov (Aganiyazov, Barkovskiy) (PP) \| \| Cannon – 32:57 \| 1–3 \| \| \| \| 1–4 \| 37:22 – Hydyrov (Gurbanov, Vahovskiy) (PP) \| |                 |                                                    |                | Játékvezetők: Cemal Kaya Yevgeni Romasko Vonalbírók: Edward Howard Fraser Ohlson |
| 37 perc | Büntetések      | 14 perc                                            |                | Játékvezetők: Cemal Kaya Yevgeni Romasko Vonalbírók: Edward Howard Fraser Ohlson |
| 14 | Lövések         | 36                                                 |                | Játékvezetők: Cemal Kaya Yevgeni Romasko Vonalbírók: Edward Howard Fraser Ohlson |
| | 0–1             | 08:25 – Nuryyev (Bayhanov, Tannyyev) (PP)          |                | Játékvezetők: Cemal Kaya Yevgeni Romasko Vonalbírók: Edward Howard Fraser Ohlson |
| | 0–2             | 28:31 – Barkovskiy (Geldimyradov, Annasaparov)     |                | Játékvezetők: Cemal Kaya Yevgeni Romasko Vonalbírók: Edward Howard Fraser Ohlson |
| | 0–3             | 31:12 – Geldimyradov (Aganiyazov, Barkovskiy) (PP) |                | Játékvezetők: Cemal Kaya Yevgeni Romasko Vonalbírók: Edward Howard Fraser Ohlson |
| Cannon – 32:57 | 1–3             |                                                    |                |                                                                                  |
| | 1–4             | 37:22 – Hydyrov (Gurbanov, Vahovskiy) (PP)         |                |                                                                                  |

| 2023. április 19. 20:00 | Tajvan | 6–1 (0–0, 3–1, 3–0) | Dél-afrikai Köztársaság | The Ice Station, Fokváros Nézőszám: 300 |

| Jegyzőkönyv | Jegyzőkönyv | Jegyzőkönyv              | Jegyzőkönyv                | Jegyzőkönyv                                                                           |
| --- | ----------- | ------------------------ | -------------------------- | ------------------------------------------------------------------------------------- |
| | Hsiao Po-yu | Kapusok                  | Ryan Boyd Alistair Bywater | Játékvezetők: Ryan Cairns Yevgeni Romasko Vonalbírók: Helan Al-Ameri Miroslav Lhotský |
| \| Lin Y. (Shen Yen-c., Wen) – 21:44 \| 1–0 \| \| \| Yang Chang-h. (Lin H., Shen Yen-l.) (PP) – 36:36 \| 2–0 \| \| \| \| 2–1 \| 37:50 – Samaai (Birrell) \| \| Yang Chang-h. (Shen Yen-l, Sang) – 39:25 \| 3–1 \| \| \| Lin H. (Chen, Yang Chang-h.) (PP) – 48:55 \| 4–1 \| \| \| Pan – 49:11 \| 5–1 \| \| \| Lin H. (Chen) – 50:46 \| 6–1 \| \| |             |                          |                            | Játékvezetők: Ryan Cairns Yevgeni Romasko Vonalbírók: Helan Al-Ameri Miroslav Lhotský |
| 8 perc | Büntetések  | 17 perc                  |                            | Játékvezetők: Ryan Cairns Yevgeni Romasko Vonalbírók: Helan Al-Ameri Miroslav Lhotský |
| 38 | Lövések     | 21                       |                            | Játékvezetők: Ryan Cairns Yevgeni Romasko Vonalbírók: Helan Al-Ameri Miroslav Lhotský |
| Lin Y. (Shen Yen-c., Wen) – 21:44 | 1–0         |                          |                            | Játékvezetők: Ryan Cairns Yevgeni Romasko Vonalbírók: Helan Al-Ameri Miroslav Lhotský |
| Yang Chang-h. (Lin H., Shen Yen-l.) (PP) – 36:36 | 2–0         |                          |                            | Játékvezetők: Ryan Cairns Yevgeni Romasko Vonalbírók: Helan Al-Ameri Miroslav Lhotský |
| | 2–1         | 37:50 – Samaai (Birrell) |                            | Játékvezetők: Ryan Cairns Yevgeni Romasko Vonalbírók: Helan Al-Ameri Miroslav Lhotský |
| Yang Chang-h. (Shen Yen-l, Sang) – 39:25 | 3–1         |                          |                            |                                                                                       |
| Lin H. (Chen, Yang Chang-h.) (PP) – 48:55 | 4–1         |                          |                            |                                                                                       |
| Pan – 49:11 | 5–1         |                          |                            |                                                                                       |
| Lin H. (Chen) – 50:46 | 6–1         |                          |                            |                                                                                       |

| 2023. április 20. 20:00 | Thaiföld | 3–6 (0–0, 0–3, 3–3) | Türkmenisztán | The Ice Station, Fokváros Nézőszám: 30 |

| Jegyzőkönyv | Jegyzőkönyv          | Jegyzőkönyv                                         | Jegyzőkönyv    | Jegyzőkönyv                                                                          |
| --- | -------------------- | --------------------------------------------------- | -------------- | ------------------------------------------------------------------------------------ |
| | Benjamin Kleineschay | Kapusok                                             | Rahman Myradov | Játékvezetők: Andrea Benvegnu Yevgeni Romasko Vonalbírók: Helan Al-Ameri Óscar Pérez |
| \| \| 0–1 \| 24:00 – Geldimyradov (Barkovskiy, Aganiyazov) (PP2) \| \| \| 0–2 \| 25:16 – Esenov (Vahovskiy, Gurbanov) (PP) \| \| \| 0–3 \| 29:59 – Nuryyev (Tannyyev) \| \| \| 0–4 \| 41:02 – Bayhanov (Barkovskiy) \| \| Thanakroekkiat (Nagayama, Aarola) (PP) – 47:38 \| 1–4 \| \| \| \| 1–5 \| 49:54 – Baymyradov \| \| Isaksson (Kindborn, Forstner) – 53:51 \| 2–5 \| \| \| Isaksson (Aarola) – 56:44 \| 3–5 \| \| \| \| 3–6 \| 59:32 – Baymyradov (EN) \| |                      |                                                     |                | Játékvezetők: Andrea Benvegnu Yevgeni Romasko Vonalbírók: Helan Al-Ameri Óscar Pérez |
| 6 perc | Büntetések           | 10 perc                                             |                | Játékvezetők: Andrea Benvegnu Yevgeni Romasko Vonalbírók: Helan Al-Ameri Óscar Pérez |
| 35 | Lövések              | 44                                                  |                | Játékvezetők: Andrea Benvegnu Yevgeni Romasko Vonalbírók: Helan Al-Ameri Óscar Pérez |
| | 0–1                  | 24:00 – Geldimyradov (Barkovskiy, Aganiyazov) (PP2) |                | Játékvezetők: Andrea Benvegnu Yevgeni Romasko Vonalbírók: Helan Al-Ameri Óscar Pérez |
| | 0–2                  | 25:16 – Esenov (Vahovskiy, Gurbanov) (PP)           |                | Játékvezetők: Andrea Benvegnu Yevgeni Romasko Vonalbírók: Helan Al-Ameri Óscar Pérez |
| | 0–3                  | 29:59 – Nuryyev (Tannyyev)                          |                | Játékvezetők: Andrea Benvegnu Yevgeni Romasko Vonalbírók: Helan Al-Ameri Óscar Pérez |
| | 0–4                  | 41:02 – Bayhanov (Barkovskiy)                       |                |                                                                                      |
| Thanakroekkiat (Nagayama, Aarola) (PP) – 47:38 | 1–4                  |                                                     |                |                                                                                      |
| | 1–5                  | 49:54 – Baymyradov                                  |                |                                                                                      |
| Isaksson (Kindborn, Forstner) – 53:51 | 2–5                  |                                                     |                |                                                                                      |
| Isaksson (Aarola) – 56:44 | 3–5                  |                                                     |                |                                                                                      |
| | 3–6                  | 59:32 – Baymyradov (EN)                             |                |                                                                                      |

| 2023. április 21. 16:00 | Tajvan | 10–0 (6–0, 2–0, 2–0) | Luxemburg | The Ice Station, Fokváros Nézőszám: 27 |

| Jegyzőkönyv | Jegyzőkönyv    | Jegyzőkönyv | Jegyzőkönyv                   | Jegyzőkönyv                                                                                |
| --- | -------------- | ----------- | ----------------------------- | ------------------------------------------------------------------------------------------ |
| | Kuei Fu-hsiang | Kapusok     | Philippe Lepage Sven Oberweis | Játékvezetők: Yahya Al-Jneibi Yevgeni Romasko Vonalbírók: Koep Leermakers Jason van Rooyen |
| \| Chou (Yu) – 02:23 \| 1–0 \| \| \| Lin Y. (Wen) (PP) – 04:38 \| 2–0 \| \| \| Yang Chang-h. (Chen, Lin H.) – 07:20 \| 3–0 \| \| \| Shen Yen-c. (Wen, Lin Y.) – 07:35 \| 4–0 \| \| \| Yang Chang-h. (Lin H.) – 09:44 \| 5–0 \| \| \| Shen Yen-l. (Chen, Lin H.) (PP) – 14:39 \| 6–0 \| \| \| Shen Yen-c. (Yu, Lin Y.) – 24:03 \| 7–0 \| \| \| Lin J. (Yu, Chou) – 34:27 \| 8–0 \| \| \| Lin J. (Yang Chang-l., Lin C.) (PP) – 48:25 \| 9–0 \| \| \| Lin J. (Yang Chang-l.) – 52:51 \| 10–0 \| \| |                |             |                               | Játékvezetők: Yahya Al-Jneibi Yevgeni Romasko Vonalbírók: Koep Leermakers Jason van Rooyen |
| 6 perc | Büntetések     | 10 perc     |                               | Játékvezetők: Yahya Al-Jneibi Yevgeni Romasko Vonalbírók: Koep Leermakers Jason van Rooyen |
| 44 | Lövések        | 24          |                               | Játékvezetők: Yahya Al-Jneibi Yevgeni Romasko Vonalbírók: Koep Leermakers Jason van Rooyen |
| Chou (Yu) – 02:23 | 1–0            |             |                               | Játékvezetők: Yahya Al-Jneibi Yevgeni Romasko Vonalbírók: Koep Leermakers Jason van Rooyen |
| Lin Y. (Wen) (PP) – 04:38 | 2–0            |             |                               | Játékvezetők: Yahya Al-Jneibi Yevgeni Romasko Vonalbírók: Koep Leermakers Jason van Rooyen |
| Yang Chang-h. (Chen, Lin H.) – 07:20 | 3–0            |             |                               | Játékvezetők: Yahya Al-Jneibi Yevgeni Romasko Vonalbírók: Koep Leermakers Jason van Rooyen |
| Shen Yen-c. (Wen, Lin Y.) – 07:35 | 4–0            |             |                               |                                                                                            |
| Yang Chang-h. (Lin H.) – 09:44 | 5–0            |             |                               |                                                                                            |
| Shen Yen-l. (Chen, Lin H.) (PP) – 14:39 | 6–0            |             |                               |                                                                                            |
| Shen Yen-c. (Yu, Lin Y.) – 24:03 | 7–0            |             |                               |                                                                                            |
| Lin J. (Yu, Chou) – 34:27 | 8–0            |             |                               |                                                                                            |
| Lin J. (Yang Chang-l., Lin C.) (PP) – 48:25 | 9–0            |             |                               |                                                                                            |
| Lin J. (Yang Chang-l.) – 52:51 | 10–0           |             |                               |                                                                                            |

| 2023. április 21. 20:00 | Dél-afrikai Köztársaság | 2–5 (1–2, 1–1, 0–2) | Thaiföld | The Ice Station, Fokváros |

| Jegyzőkönyv | Jegyzőkönyv | Jegyzőkönyv                                 | Jegyzőkönyv          | Jegyzőkönyv                                                                       |
| --- | ----------- | ------------------------------------------- | -------------------- | --------------------------------------------------------------------------------- |
| | Ryan Boyd   | Kapusok                                     | Benjamin Kleineschay | Játékvezetők: Ryan Cairns Yevgeni Romasko Vonalbírók: Edward Howard Fraser Ohlson |
| \| \| 0–1 \| 06:21 – Isaksson (Forstner, Nagayama) \| \| \| 0–2 \| 09:40 – Isaksson (Forstner) \| \| Carelse (Van Doesburgh) (SH) – 15:36 \| 1–2 \| \| \| \| 1–3 \| 27:17 – Isaksson (Aarola, Kindborn) (PP) \| \| Giot (Venter, Van Doesburgh) – 37:36 \| 2–3 \| \| \| \| 2–4 \| 42:56 – Kind(Nagayama, Aarola) \| \| \| 2–5 \| 48:17 – Khuhakaew (Forstner, Kindborn) (PP) \| |             |                                             |                      | Játékvezetők: Ryan Cairns Yevgeni Romasko Vonalbírók: Edward Howard Fraser Ohlson |
| 18 perc | Büntetések  | 8 perc                                      |                      | Játékvezetők: Ryan Cairns Yevgeni Romasko Vonalbírók: Edward Howard Fraser Ohlson |
| 39 | Lövések     | 36                                          |                      | Játékvezetők: Ryan Cairns Yevgeni Romasko Vonalbírók: Edward Howard Fraser Ohlson |
| | 0–1         | 06:21 – Isaksson (Forstner, Nagayama)       |                      | Játékvezetők: Ryan Cairns Yevgeni Romasko Vonalbírók: Edward Howard Fraser Ohlson |
| | 0–2         | 09:40 – Isaksson (Forstner)                 |                      | Játékvezetők: Ryan Cairns Yevgeni Romasko Vonalbírók: Edward Howard Fraser Ohlson |
| Carelse (Van Doesburgh) (SH) – 15:36 | 1–2         |                                             |                      | Játékvezetők: Ryan Cairns Yevgeni Romasko Vonalbírók: Edward Howard Fraser Ohlson |
| | 1–3         | 27:17 – Isaksson (Aarola, Kindborn) (PP)    |                      |                                                                                   |
| Giot (Venter, Van Doesburgh) – 37:36 | 2–3         |                                             |                      |                                                                                   |
| | 2–4         | 42:56 – Kind(Nagayama, Aarola)              |                      |                                                                                   |
| | 2–5         | 48:17 – Khuhakaew (Forstner, Kindborn) (PP) |                      |                                                                                   |

| 2023. április 23. 14:00 | Türkmenisztán | 1–3 (0–0, 0–2, 1–1) | Tajvan | The Ice Station, Fokváros Nézőszám: 150 |

| Jegyzőkönyv | Jegyzőkönyv    | Jegyzőkönyv                                 | Jegyzőkönyv | Jegyzőkönyv                                                                            |
| --- | -------------- | ------------------------------------------- | ----------- | -------------------------------------------------------------------------------------- |
| | Rahman Myradov | Kapusok                                     | Hsiao Po-yu | Játékvezetők: Andrea Benvegnu Yevgeni Romasko Vonalbírók: Miroslav Lhotský Óscar Pérez |
| \| \| 0–1 \| 32:33 – Chen (Lin C.) \| \| \| 0–2 \| 33:06 – Wen (Lin Y., Shen Yen-c.) \| \| \| 0–3 \| 51:13 – Yang Chang-h. (Shen Yen-l., Lin H.) \| \| Aganiyazov (Dovletmyradov) – 59:56 \| 1–3 \| \| |                |                                             |             | Játékvezetők: Andrea Benvegnu Yevgeni Romasko Vonalbírók: Miroslav Lhotský Óscar Pérez |
| 18 perc | Büntetések     | 12 perc                                     |             | Játékvezetők: Andrea Benvegnu Yevgeni Romasko Vonalbírók: Miroslav Lhotský Óscar Pérez |
| 32 | Lövések        | 45                                          |             | Játékvezetők: Andrea Benvegnu Yevgeni Romasko Vonalbírók: Miroslav Lhotský Óscar Pérez |
| | 0–1            | 32:33 – Chen (Lin C.)                       |             | Játékvezetők: Andrea Benvegnu Yevgeni Romasko Vonalbírók: Miroslav Lhotský Óscar Pérez |
| | 0–2            | 33:06 – Wen (Lin Y., Shen Yen-c.)           |             | Játékvezetők: Andrea Benvegnu Yevgeni Romasko Vonalbírók: Miroslav Lhotský Óscar Pérez |
| | 0–3            | 51:13 – Yang Chang-h. (Shen Yen-l., Lin H.) |             | Játékvezetők: Andrea Benvegnu Yevgeni Romasko Vonalbírók: Miroslav Lhotský Óscar Pérez |
| Aganiyazov (Dovletmyradov) – 59:56 | 1–3            |                                             |             |                                                                                        |

| 2023. április 23. 18:00 | Dél-afrikai Köztársaság | 4–0 (1–0, 2–0, 1–0) | Luxemburg | The Ice Station, Fokváros Nézőszám: 1000 |

| Jegyzőkönyv | Jegyzőkönyv | Jegyzőkönyv | Jegyzőkönyv     | Jegyzőkönyv                                                                        |
| --- | ----------- | ----------- | --------------- | ---------------------------------------------------------------------------------- |
| | Ryan Boyd   | Kapusok     | Philippe Lepage | Játékvezetők: Cemal Kaya Yevgeni Romasko Vonalbírók: Edward Howard Koep Leermakers |
| \| Magmoed (Giot, Saaiman) – 11:07 \| 1–0 \| \| \| Schuurman (Venter, Carelse) – 31:37 \| 2–0 \| \| \| Carelse (Samaai) – 37:47 \| 3–0 \| \| \| Magmoed (Venter) – 47:38 \| 4–0 \| \| |             |             |                 | Játékvezetők: Cemal Kaya Yevgeni Romasko Vonalbírók: Edward Howard Koep Leermakers |
| 4 perc | Büntetések  | 6 perc      |                 | Játékvezetők: Cemal Kaya Yevgeni Romasko Vonalbírók: Edward Howard Koep Leermakers |
| 36 | Lövések     | 14          |                 | Játékvezetők: Cemal Kaya Yevgeni Romasko Vonalbírók: Edward Howard Koep Leermakers |
| Magmoed (Giot, Saaiman) – 11:07 | 1–0         |             |                 | Játékvezetők: Cemal Kaya Yevgeni Romasko Vonalbírók: Edward Howard Koep Leermakers |
| Schuurman (Venter, Carelse) – 31:37 | 2–0         |             |                 | Játékvezetők: Cemal Kaya Yevgeni Romasko Vonalbírók: Edward Howard Koep Leermakers |
| Carelse (Samaai) – 37:47 | 3–0         |             |                 | Játékvezetők: Cemal Kaya Yevgeni Romasko Vonalbírók: Edward Howard Koep Leermakers |
| Magmoed (Venter) – 47:38 | 4–0         |             |                 |                                                                                    |

## B csoport

### Résztvevők
| Csapat              | Kvalifikáció                                     |
| ------------------- | ------------------------------------------------ |
| Bosznia-Hercegovina | Rendező, a 2022-es divízió III/B 3. helyezettje. |
| Kirgizisztán        | A 2022-es divízió IV 1. helyezettje, feljutott.  |
| Irán                | A 2022-es divízió IV 2. helyezettje, feljutott.  |
| Szingapúr           | A 2022-es divízió IV 3. helyezettje, feljutott.  |
| Malajzia            | A 2022-es divízió IV 4. helyezettje, feljutott.  |
| Hongkong            | A 2022-es világbajnokságtól visszalépett.        |

### Tabella
| Hely. | Csapat                  | M | Gy | HGy | HV | V | G+ | G– | Gk  | P  | Feljutás vagy kiesés         |
| ----- | ----------------------- | - | -- | --- | -- | - | -- | -- | --- | -- | ---------------------------- |
| 1.    | Kirgizisztán            | 5 | 5  | 0   | 0  | 0 | 76 | 5  | +71 | 15 | Feljutott a divízió III A-ba |
| 2.    | Bosznia-Hercegovina (R) | 5 | 3  | 1   | 0  | 1 | 39 | 20 | +19 | 11 |                              |
| 3.    | Hongkong                | 5 | 2  | 1   | 1  | 1 | 41 | 26 | +15 | 9  |                              |
| 4.    | Szingapúr               | 5 | 2  | 0   | 1  | 2 | 31 | 31 | 0   | 7  |                              |
| 5.    | Irán                    | 5 | 1  | 0   | 0  | 4 | 19 | 53 | −34 | 3  |                              |
| 6.    | Malajzia                | 5 | 0  | 0   | 0  | 5 | 6  | 77 | −71 | 0  | Kiesett a divízió IV-be      |

### Mérkőzések
A mérkőzések kezdési időpontjai helyi idő szerint (UTC+1) értendők.
| 2023. február 27. 13:00 | Kirgizisztán | 14–2 (7–1, 5–1, 2–0) | Szingapúr | Skenderija, Szarajevó Nézőszám: 69 |

| Jegyzőkönyv | Jegyzőkönyv                         | Jegyzőkönyv         | Jegyzőkönyv                      | Jegyzőkönyv                                                           |
| --- | ----------------------------------- | ------------------- | -------------------------------- | --------------------------------------------------------------------- |
| | Alexander Petrov Arslan Maraimbekov | Kapusok             | Joshua Shao Ern Lee Liam Blakney | Játékvezető: Robert Hallin. Vonalbírók: Alejandro García Jiří Svoboda |
| \| Egorov – 05:23 \| 1–0 \| \| \| Seifulov – 10.17 \| 2–0 \| \| \| Tonkikh – 10:23 \| 3–0 \| \| \| Seifulov (Abdyraev, Titov) (PP) – 11:02 \| 4–0 \| \| \| Nosov (Chuvalov, Tonkikh) – 16:25 \| 5–0 \| \| \| Chuvalov (Nosov) – 17:40 \| 6–0 \| \| \| \| 6–1 \| 17:56 – Wong (Chan) \| \| Kashaev – 19:45 \| 7–1 \| \| \| Titov (Abdyraev, Seifulov) – 21:35 \| 8–1 \| \| \| Isamatov (Abdyraev) (PP) – 22:08 \| 9–1 \| \| \| Nosov (Tonkikh) (SH) – 22:56 \| 10–1 \| \| \| \| 10–2 \| 29:24 – Chan \| \| Kudashev (SH) – 36:23 \| 11–2 \| \| \| Mirbekov (Isamatov, Kudashev) – 39:28 \| 12–2 \| \| \| Tonkikh (Nosov, Chuvalov) – 44:24 \| 13–2 \| \| \| Chuvalov (Isamatov) – 48:24 \| 14–2 \| \| |                                     |                     |                                  | Játékvezető: Robert Hallin. Vonalbírók: Alejandro García Jiří Svoboda |
| 10 perc | Büntetések                          | 8 perc              |                                  | Játékvezető: Robert Hallin. Vonalbírók: Alejandro García Jiří Svoboda |
| 59 | Lövések                             | 7                   |                                  | Játékvezető: Robert Hallin. Vonalbírók: Alejandro García Jiří Svoboda |
| Egorov – 05:23 | 1–0                                 |                     |                                  | Játékvezető: Robert Hallin. Vonalbírók: Alejandro García Jiří Svoboda |
| Seifulov – 10.17 | 2–0                                 |                     |                                  | Játékvezető: Robert Hallin. Vonalbírók: Alejandro García Jiří Svoboda |
| Tonkikh – 10:23 | 3–0                                 |                     |                                  | Játékvezető: Robert Hallin. Vonalbírók: Alejandro García Jiří Svoboda |
| Seifulov (Abdyraev, Titov) (PP) – 11:02 | 4–0                                 |                     |                                  |                                                                       |
| Nosov (Chuvalov, Tonkikh) – 16:25 | 5–0                                 |                     |                                  |                                                                       |
| Chuvalov (Nosov) – 17:40 | 6–0                                 |                     |                                  |                                                                       |
| | 6–1                                 | 17:56 – Wong (Chan) |                                  |                                                                       |
| Kashaev – 19:45 | 7–1                                 |                     |                                  |                                                                       |
| Titov (Abdyraev, Seifulov) – 21:35 | 8–1                                 |                     |                                  |                                                                       |
| Isamatov (Abdyraev) (PP) – 22:08 | 9–1                                 |                     |                                  |                                                                       |
| Nosov (Tonkikh) (SH) – 22:56 | 10–1                                |                     |                                  |                                                                       |
| | 10–2                                | 29:24 – Chan        |                                  |                                                                       |
| Kudashev (SH) – 36:23 | 11–2                                |                     |                                  |                                                                       |
| Mirbekov (Isamatov, Kudashev) – 39:28 | 12–2                                |                     |                                  |                                                                       |
| Tonkikh (Nosov, Chuvalov) – 44:24 | 13–2                                |                     |                                  |                                                                       |
| Chuvalov (Isamatov) – 48:24 | 14–2                                |                     |                                  |                                                                       |

| 2023. február 27. 16:30 | Malajzia | 4–14 (1–3, 0–7, 3–4) | Irán | Skenderija, Szarajevó Nézőszám: 55 |

| Jegyzőkönyv | Jegyzőkönyv           | Jegyzőkönyv                               | Jegyzőkönyv                       | Jegyzőkönyv                                                          |
| --- | --------------------- | ----------------------------------------- | --------------------------------- | -------------------------------------------------------------------- |
| | Muhammad Azlly Tengku | Kapusok                                   | Oveis Hassanzadeh Alireza Mahdavi | Játékvezető: Phillip Ströbel Vonalbírók: Tomislav Grozaj Lukáš Kacej |
| \| \| 0–1 \| 01:48 – Bahri \| \| Aiman Zul (Mohammad) (PP) – 02:59 \| 1–1 \| \| \| \| 1–2 \| 04:30 – Houshidari (SH) \| \| \| 1–3 \| 06:18 – Heidari \| \| \| 1–4 \| 23:20 – Keyhanfar (Moghadasi) \| \| \| 1–5 \| 24:00 – Dehghani (Sheikhjafari) \| \| \| 1–6 \| 25:32 – Korehei (Ghorbani, Mehraban) \| \| \| 1–7 \| 27:04 – Keyhanfar (Ghahar, Moghadasi) \| \| \| 1–8 \| 28:13 – Keyhanfar (Ghahar, Heidari) \| \| \| 1–9 \| 31:01 – Moghadasi (Keyhanfar, Houshidari) \| \| \| 1–10 \| 35:29 – Moghadasi (Ghahar) \| \| Mohd (D. Versluis, Aiman Zul) (PP) – 40:51 \| 2–10 \| \| \| \| 2–11 \| 42:34 – Houshidari (Moghadasi, Ghahar) \| \| Muhd – 43:59 \| 3–11 \| \| \| \| 3–12 \| 47:27 – Korehei (Ghafoori, Bagheri) \| \| Mohammad (D. Versluis, Mohd) – 48:59 \| 4–12 \| \| \| \| 4–13 \| 51:42 – Houshidari (SH2) \| \| \| 4–14 \| 53:58 – Bagheri (Korehei) \| |                       |                                           |                                   | Játékvezető: Phillip Ströbel Vonalbírók: Tomislav Grozaj Lukáš Kacej |
| 2 perc | Büntetések            | 16 perc                                   |                                   | Játékvezető: Phillip Ströbel Vonalbírók: Tomislav Grozaj Lukáš Kacej |
| 19 | Lövések               | 45                                        |                                   | Játékvezető: Phillip Ströbel Vonalbírók: Tomislav Grozaj Lukáš Kacej |
| | 0–1                   | 01:48 – Bahri                             |                                   | Játékvezető: Phillip Ströbel Vonalbírók: Tomislav Grozaj Lukáš Kacej |
| Aiman Zul (Mohammad) (PP) – 02:59 | 1–1                   |                                           |                                   | Játékvezető: Phillip Ströbel Vonalbírók: Tomislav Grozaj Lukáš Kacej |
| | 1–2                   | 04:30 – Houshidari (SH)                   |                                   | Játékvezető: Phillip Ströbel Vonalbírók: Tomislav Grozaj Lukáš Kacej |
| | 1–3                   | 06:18 – Heidari                           |                                   |                                                                      |
| | 1–4                   | 23:20 – Keyhanfar (Moghadasi)             |                                   |                                                                      |
| | 1–5                   | 24:00 – Dehghani (Sheikhjafari)           |                                   |                                                                      |
| | 1–6                   | 25:32 – Korehei (Ghorbani, Mehraban)      |                                   |                                                                      |
| | 1–7                   | 27:04 – Keyhanfar (Ghahar, Moghadasi)     |                                   |                                                                      |
| | 1–8                   | 28:13 – Keyhanfar (Ghahar, Heidari)       |                                   |                                                                      |
| | 1–9                   | 31:01 – Moghadasi (Keyhanfar, Houshidari) |                                   |                                                                      |
| | 1–10                  | 35:29 – Moghadasi (Ghahar)                |                                   |                                                                      |
| Mohd (D. Versluis, Aiman Zul) (PP) – 40:51 | 2–10                  |                                           |                                   |                                                                      |
| | 2–11                  | 42:34 – Houshidari (Moghadasi, Ghahar)    |                                   |                                                                      |
| Muhd – 43:59 | 3–11                  |                                           |                                   |                                                                      |
| | 3–12                  | 47:27 – Korehei (Ghafoori, Bagheri)       |                                   |                                                                      |
| Mohammad (D. Versluis, Mohd) – 48:59 | 4–12                  |                                           |                                   |                                                                      |
| | 4–13                  | 51:42 – Houshidari (SH2)                  |                                   |                                                                      |
| | 4–14                  | 53:58 – Bagheri (Korehei)                 |                                   |                                                                      |

| 2023. február 27. 20:00 | Bosznia-Hercegovina | 6–5 (sz.) (1–2, 2–3, 2–0) (h.u.: 0–0) (sz.: 1–0) | Hongkong | Skenderija, Szarajevó Nézőszám: 800 |

| Jegyzőkönyv | Jegyzőkönyv  | Jegyzőkönyv                   | Jegyzőkönyv   | Jegyzőkönyv                                                           |
| --- | ------------ | ----------------------------- | ------------- | --------------------------------------------------------------------- |
| | Dino Pašović | Kapusok                       | Emerson Keung | Játékvezető: Vitalijus Sevruk Vonalbírók: Huang Jen-hung David Perduv |
| \| \| 0–1 \| 03:33 – Cheng \| \| \| 0–2 \| 08:22 – L. Wong (Cheng) \| \| Mlivić (Omer) – 19:40 \| 1–2 \| \| \| Miskic (Jahjafendic) – 25:51 \| 2–2 \| \| \| \| 2–3 \| 29:11 – Tang (Chu, To) \| \| \| 2–4 \| 29:47 – Chu (Cheng) \| \| T. Mrkva (Gaković) – 35:52 \| 3–4 \| \| \| \| 3–5 \| 37:10 – Cheng (L. Wong, Ngan) \| \| Gaković (Omer) – 53:41 \| 4–5 \| \| \| Mlivić (London, T. Mrkva) (EA) – 59:47 \| 5–5 \| \| |              |                               |               | Játékvezető: Vitalijus Sevruk Vonalbírók: Huang Jen-hung David Perduv |
| Mlivić Gaković Omer H. Mrkva London | Szétlövés    | Chu Chan Tang Ngan            |               | Játékvezető: Vitalijus Sevruk Vonalbírók: Huang Jen-hung David Perduv |
| 0 perc | Büntetések   | 6 perc                        |               | Játékvezető: Vitalijus Sevruk Vonalbírók: Huang Jen-hung David Perduv |
| 47 | Lövések      | 32                            |               | Játékvezető: Vitalijus Sevruk Vonalbírók: Huang Jen-hung David Perduv |
| | 0–1          | 03:33 – Cheng                 |               | Játékvezető: Vitalijus Sevruk Vonalbírók: Huang Jen-hung David Perduv |
| | 0–2          | 08:22 – L. Wong (Cheng)       |               | Játékvezető: Vitalijus Sevruk Vonalbírók: Huang Jen-hung David Perduv |
| Mlivić (Omer) – 19:40 | 1–2          |                               |               |                                                                       |
| Miskic (Jahjafendic) – 25:51 | 2–2          |                               |               |                                                                       |
| | 2–3          | 29:11 – Tang (Chu, To)        |               |                                                                       |
| | 2–4          | 29:47 – Chu (Cheng)           |               |                                                                       |
| T. Mrkva (Gaković) – 35:52 | 3–4          |                               |               |                                                                       |
| | 3–5          | 37:10 – Cheng (L. Wong, Ngan) |               |                                                                       |
| Gaković (Omer) – 53:41 | 4–5          |                               |               |                                                                       |
| Mlivić (London, T. Mrkva) (EA) – 59:47 | 5–5          |                               |               |                                                                       |

| 2023. február 28. 13:00 | Szingapúr | 10–0 (2–0, 5–0, 3–0) | Malajzia | Skenderija, Szarajevó Nézőszám: 100 |

| Jegyzőkönyv | Jegyzőkönyv         | Jegyzőkönyv | Jegyzőkönyv           | Jegyzőkönyv                                                          |
| --- | ------------------- | ----------- | --------------------- | -------------------------------------------------------------------- |
| | Joshua Shao Ern Lee | Kapusok     | Muhammad Azily Tengku | Játékvezető: Park Jae-hyung Vonalbírók: Huang Jen-hung Marko Saković |
| \| E. Redden (Kodrowski) – 00:08 \| 1–0 \| \| \| Qian – 06:19 \| 2–0 \| \| \| Wong – 20:29 \| 3–0 \| \| \| Chan (E. Redden, Kodrowski) – 25:03 \| 4–0 \| \| \| Chan (PP) – 34:47 \| 5–0 \| \| \| E. Redden (Chua) (PP) – 38:35 \| 6–0 \| \| \| E. Redden – 39:43 \| 7–0 \| \| \| E. Redden (B. Lee, Kodrowski) – 48:58 \| 8–0 \| \| \| Huang (Chan, Kodrowski) (PP) – 54:42 \| 9–0 \| \| \| Chua (PS) – 59:55 \| 10–0 \| \| |                     |             |                       | Játékvezető: Park Jae-hyung Vonalbírók: Huang Jen-hung Marko Saković |
| 8 perc | Büntetések          | 42 perc     |                       | Játékvezető: Park Jae-hyung Vonalbírók: Huang Jen-hung Marko Saković |
| 54 | Lövések             | 17          |                       | Játékvezető: Park Jae-hyung Vonalbírók: Huang Jen-hung Marko Saković |
| E. Redden (Kodrowski) – 00:08 | 1–0                 |             |                       | Játékvezető: Park Jae-hyung Vonalbírók: Huang Jen-hung Marko Saković |
| Qian – 06:19 | 2–0                 |             |                       | Játékvezető: Park Jae-hyung Vonalbírók: Huang Jen-hung Marko Saković |
| Wong – 20:29 | 3–0                 |             |                       | Játékvezető: Park Jae-hyung Vonalbírók: Huang Jen-hung Marko Saković |
| Chan (E. Redden, Kodrowski) – 25:03 | 4–0                 |             |                       |                                                                      |
| Chan (PP) – 34:47 | 5–0                 |             |                       |                                                                      |
| E. Redden (Chua) (PP) – 38:35 | 6–0                 |             |                       |                                                                      |
| E. Redden – 39:43 | 7–0                 |             |                       |                                                                      |
| E. Redden (B. Lee, Kodrowski) – 48:58 | 8–0                 |             |                       |                                                                      |
| Huang (Chan, Kodrowski) (PP) – 54:42 | 9–0                 |             |                       |                                                                      |
| Chua (PS) – 59:55 | 10–0                |             |                       |                                                                      |

| 2023. február 28. 16:30 | Hongkong | 11–1 (3–0, 5–0, 3–1) | Irán | Skenderija, Szarajevó Nézőszám: 47 |

| Jegyzőkönyv | Jegyzőkönyv     | Jegyzőkönyv      | Jegyzőkönyv                       | Jegyzőkönyv                                                      |
| --- | --------------- | ---------------- | --------------------------------- | ---------------------------------------------------------------- |
| | Cheung Ching-ho | Kapusok          | Oveis Hassanzadeh Alireza Mahdavi | Játékvezető: Robert Hallin Vonalbírók: David Perduv Jiří Svoboda |
| \| Cheng (Wong K., Yam) (PP) – 13:21 \| 1–0 \| \| \| Lo (Y. Wong, L. Wong) – 14:02 \| 2–0 \| \| \| Lo (Cheng, Leung) (EA) – 17:07 \| 3–0 \| \| \| Sham (Tang, Chau) – 26:40 \| 4–0 \| \| \| To – 29:22 \| 5–0 \| \| \| To (Chu, Cheng) – 31:01 \| 6–0 \| \| \| Lo (Chan, Leung) – 32:27 \| 7–0 \| \| \| Wong K. (Chu, Tang) (PP) – 35:48 \| 8–0 \| \| \| Tang (Cheng, Wong K.) – 47:36 \| 9–0 \| \| \| Chu (Wong K.) (PP) – 53:52 \| 10–0 \| \| \| \| 10–1 \| 58:17 – Mehraban \| \| Ngan (Lee) – 58:51 \| 11–1 \| \| |                 |                  |                                   | Játékvezető: Robert Hallin Vonalbírók: David Perduv Jiří Svoboda |
| 4 perc | Büntetések      | 16 perc          |                                   | Játékvezető: Robert Hallin Vonalbírók: David Perduv Jiří Svoboda |
| 36 | Lövések         | 28               |                                   | Játékvezető: Robert Hallin Vonalbírók: David Perduv Jiří Svoboda |
| Cheng (Wong K., Yam) (PP) – 13:21 | 1–0             |                  |                                   | Játékvezető: Robert Hallin Vonalbírók: David Perduv Jiří Svoboda |
| Lo (Y. Wong, L. Wong) – 14:02 | 2–0             |                  |                                   | Játékvezető: Robert Hallin Vonalbírók: David Perduv Jiří Svoboda |
| Lo (Cheng, Leung) (EA) – 17:07 | 3–0             |                  |                                   | Játékvezető: Robert Hallin Vonalbírók: David Perduv Jiří Svoboda |
| Sham (Tang, Chau) – 26:40 | 4–0             |                  |                                   |                                                                  |
| To – 29:22 | 5–0             |                  |                                   |                                                                  |
| To (Chu, Cheng) – 31:01 | 6–0             |                  |                                   |                                                                  |
| Lo (Chan, Leung) – 32:27 | 7–0             |                  |                                   |                                                                  |
| Wong K. (Chu, Tang) (PP) – 35:48 | 8–0             |                  |                                   |                                                                  |
| Tang (Cheng, Wong K.) – 47:36 | 9–0             |                  |                                   |                                                                  |
| Chu (Wong K.) (PP) – 53:52 | 10–0            |                  |                                   |                                                                  |
| | 10–1            | 58:17 – Mehraban |                                   |                                                                  |
| Ngan (Lee) – 58:51 | 11–1            |                  |                                   |                                                                  |

| 2023. február 28. 20:00 | Kirgizisztán | 10–1 (3–0, 4–0, 3–1) | Bosznia-Hercegovina | Skenderija, Szarajevó Nézőszám: 168 |

| Jegyzőkönyv | Jegyzőkönyv      | Jegyzőkönyv                      | Jegyzőkönyv                   | Jegyzőkönyv                                                          |
| --- | ---------------- | -------------------------------- | ----------------------------- | -------------------------------------------------------------------- |
| | Alexander Petrov | Kapusok                          | Dino Pašović Karim Ahmetovski | Játékvezető: Phillip Ströbel Vonalbírók: Tomislav Grozaj Lukáš Kacej |
| \| Terentyev (Chuvalov, Egorov) – 10:15 \| 1–0 \| \| \| Mirbekov (Kachkynbekov, Ismanov) – 13:54 \| 2–0 \| \| \| Seifulov (Kudashev) (PP) – 16:12 \| 3–0 \| \| \| Tonkikh (Nosov) – 27:28 \| 4–0 \| \| \| Seifulov (Abdyraev) – 35:27 \| 5–0 \| \| \| Ismanov (Mirbekov) – 35:53 \| 6–0 \| \| \| Titov (Seifulov, Abdyraev) – 37:20 \| 7–0 \| \| \| \| 7–1 \| 43:17 – Omer (Mlivić, Alic) (PP) \| \| Seifulov (Isamatov, Abdyraev) (PP) – 44:51 \| 8–1 \| \| \| Egorov (Abdyraev, Titov) – 51:37 \| 9–1 \| \| \| Titov (Isamatov) (SH) – 58:50 \| 10–1 \| \| |                  |                                  |                               | Játékvezető: Phillip Ströbel Vonalbírók: Tomislav Grozaj Lukáš Kacej |
| 31 perc | Büntetések       | 10 perc                          |                               | Játékvezető: Phillip Ströbel Vonalbírók: Tomislav Grozaj Lukáš Kacej |
| 76 | Lövések          | 13                               |                               | Játékvezető: Phillip Ströbel Vonalbírók: Tomislav Grozaj Lukáš Kacej |
| Terentyev (Chuvalov, Egorov) – 10:15 | 1–0              |                                  |                               | Játékvezető: Phillip Ströbel Vonalbírók: Tomislav Grozaj Lukáš Kacej |
| Mirbekov (Kachkynbekov, Ismanov) – 13:54 | 2–0              |                                  |                               | Játékvezető: Phillip Ströbel Vonalbírók: Tomislav Grozaj Lukáš Kacej |
| Seifulov (Kudashev) (PP) – 16:12 | 3–0              |                                  |                               | Játékvezető: Phillip Ströbel Vonalbírók: Tomislav Grozaj Lukáš Kacej |
| Tonkikh (Nosov) – 27:28 | 4–0              |                                  |                               |                                                                      |
| Seifulov (Abdyraev) – 35:27 | 5–0              |                                  |                               |                                                                      |
| Ismanov (Mirbekov) – 35:53 | 6–0              |                                  |                               |                                                                      |
| Titov (Seifulov, Abdyraev) – 37:20 | 7–0              |                                  |                               |                                                                      |
| | 7–1              | 43:17 – Omer (Mlivić, Alic) (PP) |                               |                                                                      |
| Seifulov (Isamatov, Abdyraev) (PP) – 44:51 | 8–1              |                                  |                               |                                                                      |
| Egorov (Abdyraev, Titov) – 51:37 | 9–1              |                                  |                               |                                                                      |
| Titov (Isamatov) (SH) – 58:50 | 10–1             |                                  |                               |                                                                      |

| 2023. március 2. 13:00 | Hongkong | 7–6 (1–2, 1–2, 4–2) (h.u.: 1–0) | Szingapúr | Skenderija, Szarajevó Nézőszám: 101 |

| Jegyzőkönyv | Jegyzőkönyv   | Jegyzőkönyv                         | Jegyzőkönyv         | Jegyzőkönyv                                                          |
| --- | ------------- | ----------------------------------- | ------------------- | -------------------------------------------------------------------- |
| | Emerson Keung | Kapusok                             | Joshua Shao Ern Lee | Játékvezető: Phillip Ströbel Vonalbírók: Tomislav Grozaj Lukáš Kacej |
| \| \| 0–1 \| 07:44 – E. Redden (SH) \| \| Cheng (Chu, Tang) (PP2) – 09:12 \| 1–1 \| \| \| \| 1–2 \| 13:59 – B. Lee (E. Redden, Qian) \| \| \| 1–3 \| 21:26 – O'Brien (Wong, Chan) \| \| Cheng (Tang, Lee) (PP) – 29:40 \| 2–3 \| \| \| \| 2–4 \| 35:42 – Chan (E. Redden) \| \| Sham (Chu) – 46:04 \| 3–4 \| \| \| To (Ngan, Yam) – 48:54 \| 4–4 \| \| \| \| 4–5 \| 53:43 – Kodrowski (Qian, E. Redden) \| \| Chan (Ngan, Chau) – 57:06 \| 5–5 \| \| \| \| 5–6 \| 57:37 – Chua (Wee, Chan) (PP) \| \| Cheng (Sham) (EA) – 59:03 \| 6–6 \| \| \| Chu (Cheng, Lee) – 60:29 \| 7–6 \| \| |               |                                     |                     | Játékvezető: Phillip Ströbel Vonalbírók: Tomislav Grozaj Lukáš Kacej |
| 6 perc | Büntetések    | 10 perc                             |                     | Játékvezető: Phillip Ströbel Vonalbírók: Tomislav Grozaj Lukáš Kacej |
| 44 | Lövések       | 32                                  |                     | Játékvezető: Phillip Ströbel Vonalbírók: Tomislav Grozaj Lukáš Kacej |
| | 0–1           | 07:44 – E. Redden (SH)              |                     | Játékvezető: Phillip Ströbel Vonalbírók: Tomislav Grozaj Lukáš Kacej |
| Cheng (Chu, Tang) (PP2) – 09:12 | 1–1           |                                     |                     | Játékvezető: Phillip Ströbel Vonalbírók: Tomislav Grozaj Lukáš Kacej |
| | 1–2           | 13:59 – B. Lee (E. Redden, Qian)    |                     | Játékvezető: Phillip Ströbel Vonalbírók: Tomislav Grozaj Lukáš Kacej |
| | 1–3           | 21:26 – O'Brien (Wong, Chan)        |                     |                                                                      |
| Cheng (Tang, Lee) (PP) – 29:40 | 2–3           |                                     |                     |                                                                      |
| | 2–4           | 35:42 – Chan (E. Redden)            |                     |                                                                      |
| Sham (Chu) – 46:04 | 3–4           |                                     |                     |                                                                      |
| To (Ngan, Yam) – 48:54 | 4–4           |                                     |                     |                                                                      |
| | 4–5           | 53:43 – Kodrowski (Qian, E. Redden) |                     |                                                                      |
| Chan (Ngan, Chau) – 57:06 | 5–5           |                                     |                     |                                                                      |
| | 5–6           | 57:37 – Chua (Wee, Chan) (PP)       |                     |                                                                      |
| Cheng (Sham) (EA) – 59:03 | 6–6           |                                     |                     |                                                                      |
| Chu (Cheng, Lee) – 60:29 | 7–6           |                                     |                     |                                                                      |

| 2023. március 2. 16:30 | Kirgizisztán | 22–0 (7–0, 10–0, 5–0) | Malajzia | Skenderija, Szarajevó Nézőszám: 87 |

| Jegyzőkönyv | Jegyzőkönyv        | Jegyzőkönyv | Jegyzőkönyv                       | Jegyzőkönyv                                                         |
| --- | ------------------ | ----------- | --------------------------------- | ------------------------------------------------------------------- |
| | Arslan Maraimbekov | Kapusok     | Muhammad Azlly Tengku Charles Tan | Játékvezető: Vitalijus Sevruk Vonalbírók: David Perduv Jiří Svoboda |
| \| Nosov (Terentyev, Chuvalov) – 02:21 \| 1–0 \| \| \| Kudashev (Mirbekov, Seifulov) – 05:57 \| 2–0 \| \| \| Seifulov (Ismanov, Kachkynbekov) – 06:57 \| 3–0 \| \| \| Kachkynbekov (Seifulov, Fitisenko) – 08:43 \| 4–0 \| \| \| Seifulov (Ismanov) – 10:25 \| 5–0 \| \| \| Abdyraev (Terentyev, Egorov) – 12:12 \| 6–0 \| \| \| Seifulov (Titov, Abdyraev) – 17:19 \| 7–0 \| \| \| Seifulov (Abdyraev, Titov) – 20:57 \| 8–0 \| \| \| Kachkynbekov (Fitisenko, Mirbekov) – 21:56 \| 9–0 \| \| \| Fitisenko (Kachkynbekov, Ismanov) – 22:40 \| 10–0 \| \| \| Kudashev (Bekmuratov, Kachkynbekov) – 23:02 \| 11–0 \| \| \| Chuvalov (Tonkikh) – 25:14 \| 12–0 \| \| \| Abdyraev (Titov) – 27:00 \| 13–0 \| \| \| Shamyrkanov (Isamatov, Kudashev) – 28:41 \| 14–0 \| \| \| Seifulov (Terentyev, Egorov) – 30:03 \| 15–0 \| \| \| Titov (Seifulov, Egorov) – 34:50 \| 16–0 \| \| \| Mirbekov (Tonkikh, Ismanov) – 39:47 \| 17–0 \| \| \| Seifulov (Egorov, Terentyev) – 44:08 \| 18–0 \| \| \| Bekmuratov (Kachkynbekov) – 45:31 \| 19–0 \| \| \| Seifulov (Abdyraev, Kachkynbekov) – 48:10 \| 20–0 \| \| \| Ismanov (Bekmuratov) – 50:58 \| 21–0 \| \| \| Kudashev (Titov) – 52:21 \| 22–0 \| \| |                    |             |                                   | Játékvezető: Vitalijus Sevruk Vonalbírók: David Perduv Jiří Svoboda |
| 0 perc | Büntetések         | 0 perc      |                                   | Játékvezető: Vitalijus Sevruk Vonalbírók: David Perduv Jiří Svoboda |
| 81 | Lövések            | 3           |                                   | Játékvezető: Vitalijus Sevruk Vonalbírók: David Perduv Jiří Svoboda |
| Nosov (Terentyev, Chuvalov) – 02:21 | 1–0                |             |                                   | Játékvezető: Vitalijus Sevruk Vonalbírók: David Perduv Jiří Svoboda |
| Kudashev (Mirbekov, Seifulov) – 05:57 | 2–0                |             |                                   | Játékvezető: Vitalijus Sevruk Vonalbírók: David Perduv Jiří Svoboda |
| Seifulov (Ismanov, Kachkynbekov) – 06:57 | 3–0                |             |                                   | Játékvezető: Vitalijus Sevruk Vonalbírók: David Perduv Jiří Svoboda |
| Kachkynbekov (Seifulov, Fitisenko) – 08:43 | 4–0                |             |                                   |                                                                     |
| Seifulov (Ismanov) – 10:25 | 5–0                |             |                                   |                                                                     |
| Abdyraev (Terentyev, Egorov) – 12:12 | 6–0                |             |                                   |                                                                     |
| Seifulov (Titov, Abdyraev) – 17:19 | 7–0                |             |                                   |                                                                     |
| Seifulov (Abdyraev, Titov) – 20:57 | 8–0                |             |                                   |                                                                     |
| Kachkynbekov (Fitisenko, Mirbekov) – 21:56 | 9–0                |             |                                   |                                                                     |
| Fitisenko (Kachkynbekov, Ismanov) – 22:40 | 10–0               |             |                                   |                                                                     |
| Kudashev (Bekmuratov, Kachkynbekov) – 23:02 | 11–0               |             |                                   |                                                                     |
| Chuvalov (Tonkikh) – 25:14 | 12–0               |             |                                   |                                                                     |
| Abdyraev (Titov) – 27:00 | 13–0               |             |                                   |                                                                     |
| Shamyrkanov (Isamatov, Kudashev) – 28:41 | 14–0               |             |                                   |                                                                     |
| Seifulov (Terentyev, Egorov) – 30:03 | 15–0               |             |                                   |                                                                     |
| Titov (Seifulov, Egorov) – 34:50 | 16–0               |             |                                   |                                                                     |
| Mirbekov (Tonkikh, Ismanov) – 39:47 | 17–0               |             |                                   |                                                                     |
| Seifulov (Egorov, Terentyev) – 44:08 | 18–0               |             |                                   |                                                                     |
| Bekmuratov (Kachkynbekov) – 45:31 | 19–0               |             |                                   |                                                                     |
| Seifulov (Abdyraev, Kachkynbekov) – 48:10 | 20–0               |             |                                   |                                                                     |
| Ismanov (Bekmuratov) – 50:58 | 21–0               |             |                                   |                                                                     |
| Kudashev (Titov) – 52:21 | 22–0               |             |                                   |                                                                     |

| 2023. március 2. 20:00 | Bosznia-Hercegovina | 9–2 (1–1, 3–1, 5–0) | Irán | Skenderija, Szarajevó Nézőszám: 569 |

| Jegyzőkönyv | Jegyzőkönyv  | Jegyzőkönyv                 | Jegyzőkönyv                       | Jegyzőkönyv                                                            |
| --- | ------------ | --------------------------- | --------------------------------- | ---------------------------------------------------------------------- |
| | Dino Pašović | Kapusok                     | Oveis Hassanzadeh Alireza Mahdavi | Játékvezető: Park Jae-hyung Vonalbírók: Alejandro García Marko Saković |
| \| Cordalija (Krehić, Ćatović) – 06:02 \| 1–0 \| \| \| \| 1–1 \| 09:44 – Keyhangar (Bagheri) \| \| Cordalija (Omer, Mlivić) – 22:56 \| 2–1 \| \| \| Omer (Mlivić) – 24:42 \| 3–1 \| \| \| Gaković (Omer, Mlivić) (PP) – 28:36 \| 4–1 \| \| \| \| 4–2 \| 39:10 – Houshidari (PS) \| \| Omer (Mlivić) – 40:56 \| 5–2 \| \| \| Cordalija (SH) – 42:15 \| 6–2 \| \| \| Mlivić – 44:44 \| 7–2 \| \| \| T. Mrkva (Filipović) – 45:30 \| 8–2 \| \| \| Omer (Mlivić) (PP) – 53:49 \| 9–2 \| \| |              |                             |                                   | Játékvezető: Park Jae-hyung Vonalbírók: Alejandro García Marko Saković |
| 10 perc | Büntetések   | 8 perc                      |                                   | Játékvezető: Park Jae-hyung Vonalbírók: Alejandro García Marko Saković |
| 48 | Lövések      | 34                          |                                   | Játékvezető: Park Jae-hyung Vonalbírók: Alejandro García Marko Saković |
| Cordalija (Krehić, Ćatović) – 06:02 | 1–0          |                             |                                   | Játékvezető: Park Jae-hyung Vonalbírók: Alejandro García Marko Saković |
| | 1–1          | 09:44 – Keyhangar (Bagheri) |                                   | Játékvezető: Park Jae-hyung Vonalbírók: Alejandro García Marko Saković |
| Cordalija (Omer, Mlivić) – 22:56 | 2–1          |                             |                                   | Játékvezető: Park Jae-hyung Vonalbírók: Alejandro García Marko Saković |
| Omer (Mlivić) – 24:42 | 3–1          |                             |                                   |                                                                        |
| Gaković (Omer, Mlivić) (PP) – 28:36 | 4–1          |                             |                                   |                                                                        |
| | 4–2          | 39:10 – Houshidari (PS)     |                                   |                                                                        |
| Omer (Mlivić) – 40:56 | 5–2          |                             |                                   |                                                                        |
| Cordalija (SH) – 42:15 | 6–2          |                             |                                   |                                                                        |
| Mlivić – 44:44 | 7–2          |                             |                                   |                                                                        |
| T. Mrkva (Filipović) – 45:30 | 8–2          |                             |                                   |                                                                        |
| Omer (Mlivić) (PP) – 53:49 | 9–2          |                             |                                   |                                                                        |

| 2023. március 3. 13:00 | Malajzia | 1–16 (1–3, 0–6, 0–7) | Hongkong | Skenderija, Szarajevó Nézőszám: 57 |

| Jegyzőkönyv | Jegyzőkönyv                       | Jegyzőkönyv                   | Jegyzőkönyv     | Jegyzőkönyv                                                          |
| --- | --------------------------------- | ----------------------------- | --------------- | -------------------------------------------------------------------- |
| | Muhammad Azlly Tengku Charles Tan | Kapusok                       | Cheung Ching-ho | Játékvezető: Vitalijus Sevruk Vonalbírók: David Perduv Marko Saković |
| \| \| 0–1 \| 04:50 – Sham (Lo) \| \| \| 0–2 \| 08:17 – Lee (Chu, Y. Wong) \| \| Mohammad (Mohd) – 09:41 \| 1–2 \| \| \| \| 1–3 \| 11:25 – Tang \| \| \| 1–4 \| 21:18 – Y. Wong (Lee) (PP) \| \| \| 1–5 \| 21:32 – Sham (To) \| \| \| 1–6 \| 27:36 – Lo (Lee, Cheng) \| \| \| 1–7 \| 33:06 – Sham (Y. Wong, Leung) \| \| \| 1–8 \| 36:53 – Chu (Cheng, Tang) \| \| \| 1–9 \| 38:48 – Chu \| \| \| 1–10 \| 42:08 – Cheng (Chu) \| \| \| 1–11 \| 49:33 – L. Wong (Cheng) \| \| \| 1–12 \| 51:05 – Chu (Cheng) \| \| \| 1–13 \| 52:32 – Sham (Kan) \| \| \| 1–14 \| 53:21 – Cheng \| \| \| 1–15 \| 54:47 – L. Wong \| \| \| 1–16 \| 59:03 – Chu \| |                                   |                               |                 | Játékvezető: Vitalijus Sevruk Vonalbírók: David Perduv Marko Saković |
| 2 perc | Büntetések                        | 4 perc                        |                 | Játékvezető: Vitalijus Sevruk Vonalbírók: David Perduv Marko Saković |
| 17 | Lövések                           | 41                            |                 | Játékvezető: Vitalijus Sevruk Vonalbírók: David Perduv Marko Saković |
| | 0–1                               | 04:50 – Sham (Lo)             |                 | Játékvezető: Vitalijus Sevruk Vonalbírók: David Perduv Marko Saković |
| | 0–2                               | 08:17 – Lee (Chu, Y. Wong)    |                 | Játékvezető: Vitalijus Sevruk Vonalbírók: David Perduv Marko Saković |
| Mohammad (Mohd) – 09:41 | 1–2                               |                               |                 | Játékvezető: Vitalijus Sevruk Vonalbírók: David Perduv Marko Saković |
| | 1–3                               | 11:25 – Tang                  |                 |                                                                      |
| | 1–4                               | 21:18 – Y. Wong (Lee) (PP)    |                 |                                                                      |
| | 1–5                               | 21:32 – Sham (To)             |                 |                                                                      |
| | 1–6                               | 27:36 – Lo (Lee, Cheng)       |                 |                                                                      |
| | 1–7                               | 33:06 – Sham (Y. Wong, Leung) |                 |                                                                      |
| | 1–8                               | 36:53 – Chu (Cheng, Tang)     |                 |                                                                      |
| | 1–9                               | 38:48 – Chu                   |                 |                                                                      |
| | 1–10                              | 42:08 – Cheng (Chu)           |                 |                                                                      |
| | 1–11                              | 49:33 – L. Wong (Cheng)       |                 |                                                                      |
| | 1–12                              | 51:05 – Chu (Cheng)           |                 |                                                                      |
| | 1–13                              | 52:32 – Sham (Kan)            |                 |                                                                      |
| | 1–14                              | 53:21 – Cheng                 |                 |                                                                      |
| | 1–15                              | 54:47 – L. Wong               |                 |                                                                      |
| | 1–16                              | 59:03 – Chu                   |                 |                                                                      |

| 2023. március 3. 16:30 | Irán | 0–18 (0–7, 0–4, 0–7) | Kirgizisztán | Skenderija, Szarajevó Nézőszám: 49 |

| Jegyzőkönyv | Jegyzőkönyv                       | Jegyzőkönyv                              | Jegyzőkönyv                         | Jegyzőkönyv                                                          |
| --- | --------------------------------- | ---------------------------------------- | ----------------------------------- | -------------------------------------------------------------------- |
| | Alireza Mahdavi Oveis Hassanzadeh | Kapusok                                  | Alexander Petrov Arslan Maraimbekov | Játékvezető: Park Jae-hyung Vonalbírók: Alejandro García Lukáš Kacej |
| \| \| 0–1 \| 00:40 – Isamatov (Seifulov, Abdyraev) \| \| \| 0–2 \| 01:53 – Egorov (Nosov, Mikhail Chuvalov) \| \| \| 0–3 \| 02:32 – Egorov (Nososv, Chuvalov) \| \| \| 0–4 \| 03:48 – Seifulov (Fitisenko) \| \| \| 0–5 \| 07:29 – Titov (Abdyraev) \| \| \| 0–6 \| 09:44 – Egorov (Isamatov) \| \| \| 0–7 \| 16:38 – Ismanov (Mirbekov, Isamatov) \| \| \| 0–8 \| 20:38 – Egorov \| \| \| 0–9 \| 21:44 – Titov \| \| \| 0–10 \| 24:31 – Chuvalov (Egorov) \| \| \| 0–11 \| 32:58 – Seifulov (Adbyraev) \| \| \| 0–12 \| 41:41 – Seifulov (Ismatov) \| \| \| 0–13 \| 45:44 – Egorov (Isamatov) \| \| \| 0–14 \| 50:37 – Seifulov (Nosov, Terentyev) \| \| \| 0–15 \| 52:58 – Isamatov (Seifulov, Abdyraev) \| \| \| 0–16 \| 53:18 – Mirbekov (Abdyraev) \| \| \| 0–17 \| 55:10 – Terentyev (Bekmuratov) (PP) \| \| \| 0–18 \| 56:07 – Titov (Abdyraev) \| |                                   |                                          |                                     | Játékvezető: Park Jae-hyung Vonalbírók: Alejandro García Lukáš Kacej |
| 6 perc | Büntetések                        | 0 perc                                   |                                     | Játékvezető: Park Jae-hyung Vonalbírók: Alejandro García Lukáš Kacej |
| 7 | Lövések                           | 51                                       |                                     | Játékvezető: Park Jae-hyung Vonalbírók: Alejandro García Lukáš Kacej |
| | 0–1                               | 00:40 – Isamatov (Seifulov, Abdyraev)    |                                     | Játékvezető: Park Jae-hyung Vonalbírók: Alejandro García Lukáš Kacej |
| | 0–2                               | 01:53 – Egorov (Nosov, Mikhail Chuvalov) |                                     | Játékvezető: Park Jae-hyung Vonalbírók: Alejandro García Lukáš Kacej |
| | 0–3                               | 02:32 – Egorov (Nososv, Chuvalov)        |                                     | Játékvezető: Park Jae-hyung Vonalbírók: Alejandro García Lukáš Kacej |
| | 0–4                               | 03:48 – Seifulov (Fitisenko)             |                                     |                                                                      |
| | 0–5                               | 07:29 – Titov (Abdyraev)                 |                                     |                                                                      |
| | 0–6                               | 09:44 – Egorov (Isamatov)                |                                     |                                                                      |
| | 0–7                               | 16:38 – Ismanov (Mirbekov, Isamatov)     |                                     |                                                                      |
| | 0–8                               | 20:38 – Egorov                           |                                     |                                                                      |
| | 0–9                               | 21:44 – Titov                            |                                     |                                                                      |
| | 0–10                              | 24:31 – Chuvalov (Egorov)                |                                     |                                                                      |
| | 0–11                              | 32:58 – Seifulov (Adbyraev)              |                                     |                                                                      |
| | 0–12                              | 41:41 – Seifulov (Ismatov)               |                                     |                                                                      |
| | 0–13                              | 45:44 – Egorov (Isamatov)                |                                     |                                                                      |
| | 0–14                              | 50:37 – Seifulov (Nosov, Terentyev)      |                                     |                                                                      |
| | 0–15                              | 52:58 – Isamatov (Seifulov, Abdyraev)    |                                     |                                                                      |
| | 0–16                              | 53:18 – Mirbekov (Abdyraev)              |                                     |                                                                      |
| | 0–17                              | 55:10 – Terentyev (Bekmuratov) (PP)      |                                     |                                                                      |
| | 0–18                              | 56:07 – Titov (Abdyraev)                 |                                     |                                                                      |

| 2023. március 3. 20:00 | Szingapúr | 2–8 (0–2, 1–4, 1–2) | Bosznia-Hercegovina | Skenderija, Szarajevó Nézőszám: 850 |

| Jegyzőkönyv | Jegyzőkönyv                      | Jegyzőkönyv                          | Jegyzőkönyv  | Jegyzőkönyv                                                             |
| --- | -------------------------------- | ------------------------------------ | ------------ | ----------------------------------------------------------------------- |
| | Joshua Shao Ern Lee Liam Blakney | Kapusok                              | Dino Pašović | Játékvezető: Phillip Ströbel Vonalbírók: Tomislav Grozaj Huang Jen-hung |
| \| \| 0–1 \| 06:16 – Miksic (Omer, Mlivić) \| \| \| 0–2 \| 06:38 – Gaković (T. Mrkva) \| \| \| 0–3 \| 26:03 – Mlivić (Omer, H. Mrkva) (SH) \| \| \| 0–4 \| 29:32 – Gaković (Filipović) \| \| \| 0–5 \| 32:09 – Omer (Mlivić, H. Mrkva) (PP) \| \| \| 0–6 \| 38:11 – Omer (Miksic, H. Mrkva) \| \| E. Redden (N. Blakney, Huang) – 38:36 \| 1–6 \| \| \| \| 1–7 \| 50:20 – Gaković (Miksic) (SH) \| \| \| 1–8 \| 53:30 – London (Miksic, T. Mrkva) \| \| Chan (E. Redden) (SH) – 59:26 \| 2–8 \| \| |                                  |                                      |              | Játékvezető: Phillip Ströbel Vonalbírók: Tomislav Grozaj Huang Jen-hung |
| 10 perc | Büntetések                       | 6 perc                               |              | Játékvezető: Phillip Ströbel Vonalbírók: Tomislav Grozaj Huang Jen-hung |
| 25 | Lövések                          | 38                                   |              | Játékvezető: Phillip Ströbel Vonalbírók: Tomislav Grozaj Huang Jen-hung |
| | 0–1                              | 06:16 – Miksic (Omer, Mlivić)        |              | Játékvezető: Phillip Ströbel Vonalbírók: Tomislav Grozaj Huang Jen-hung |
| | 0–2                              | 06:38 – Gaković (T. Mrkva)           |              | Játékvezető: Phillip Ströbel Vonalbírók: Tomislav Grozaj Huang Jen-hung |
| | 0–3                              | 26:03 – Mlivić (Omer, H. Mrkva) (SH) |              | Játékvezető: Phillip Ströbel Vonalbírók: Tomislav Grozaj Huang Jen-hung |
| | 0–4                              | 29:32 – Gaković (Filipović)          |              |                                                                         |
| | 0–5                              | 32:09 – Omer (Mlivić, H. Mrkva) (PP) |              |                                                                         |
| | 0–6                              | 38:11 – Omer (Miksic, H. Mrkva)      |              |                                                                         |
| E. Redden (N. Blakney, Huang) – 38:36 | 1–6                              |                                      |              |                                                                         |
| | 1–7                              | 50:20 – Gaković (Miksic) (SH)        |              |                                                                         |
| | 1–8                              | 53:30 – London (Miksic, T. Mrkva)    |              |                                                                         |
| Chan (E. Redden) (SH) – 59:26 | 2–8                              |                                      |              |                                                                         |

| 2023. március 5. 13:00 | Irán | 2–11 (1–5, 0–4, 1–2) | Szingapúr | Skenderija, Szarajevó Nézőszám: 64 |

| Jegyzőkönyv | Jegyzőkönyv                       | Jegyzőkönyv                              | Jegyzőkönyv                      | Jegyzőkönyv                                                            |
| --- | --------------------------------- | ---------------------------------------- | -------------------------------- | ---------------------------------------------------------------------- |
| | Oveis Hassanzadeh Alireza Mahdavi | Kapusok                                  | Joshua Shao Ern Lee Liam Blakney | Játékvezető: Phillip Ströbel Vonalbírók: Tomislav Grozaj Marko Saković |
| \| \| 0–1 \| 02:52 – Kodrowski (E. Redden, Qian) (PP) \| \| \| 0–2 \| 04:41 – B. Lee (E. Redden) (SH) \| \| \| 0–3 \| 05:12 – Chan (SH) \| \| Ghorbani (Bahri, Ghafoori) – 06:12 \| 1–3 \| \| \| \| 1–4 \| 15:35 – Chan (Goh, Wong) \| \| \| 1–5 \| 18:18 – Chan (Goh) \| \| \| 1–6 \| 23:33 – Wong (Muthukumar, Chew) \| \| \| 1–7 \| 24:29 – E. Redden (Qian) \| \| \| 1–8 \| 34:50 – E. Redden (C. Redden) \| \| \| 1–9 \| 36:26 – Kodrowski \| \| \| 1–10 \| 45:03 – Qian (Chew, Chan) (PP) \| \| Bagheri (Ghorbani) – 48:21 \| 2–10 \| \| \| \| 2–11 \| 55:04 – Chan (Qian, Chew) (PP) \| |                                   |                                          |                                  | Játékvezető: Phillip Ströbel Vonalbírók: Tomislav Grozaj Marko Saković |
| 8 perc | Büntetések                        | 4 perc                                   |                                  | Játékvezető: Phillip Ströbel Vonalbírók: Tomislav Grozaj Marko Saković |
| 26 | Lövések                           | 35                                       |                                  | Játékvezető: Phillip Ströbel Vonalbírók: Tomislav Grozaj Marko Saković |
| | 0–1                               | 02:52 – Kodrowski (E. Redden, Qian) (PP) |                                  | Játékvezető: Phillip Ströbel Vonalbírók: Tomislav Grozaj Marko Saković |
| | 0–2                               | 04:41 – B. Lee (E. Redden) (SH)          |                                  | Játékvezető: Phillip Ströbel Vonalbírók: Tomislav Grozaj Marko Saković |
| | 0–3                               | 05:12 – Chan (SH)                        |                                  | Játékvezető: Phillip Ströbel Vonalbírók: Tomislav Grozaj Marko Saković |
| Ghorbani (Bahri, Ghafoori) – 06:12 | 1–3                               |                                          |                                  |                                                                        |
| | 1–4                               | 15:35 – Chan (Goh, Wong)                 |                                  |                                                                        |
| | 1–5                               | 18:18 – Chan (Goh)                       |                                  |                                                                        |
| | 1–6                               | 23:33 – Wong (Muthukumar, Chew)          |                                  |                                                                        |
| | 1–7                               | 24:29 – E. Redden (Qian)                 |                                  |                                                                        |
| | 1–8                               | 34:50 – E. Redden (C. Redden)            |                                  |                                                                        |
| | 1–9                               | 36:26 – Kodrowski                        |                                  |                                                                        |
| | 1–10                              | 45:03 – Qian (Chew, Chan) (PP)           |                                  |                                                                        |
| Bagheri (Ghorbani) – 48:21 | 2–10                              |                                          |                                  |                                                                        |
| | 2–11                              | 55:04 – Chan (Qian, Chew) (PP)           |                                  |                                                                        |

| 2023. március 5. 16:30 | Hongkong | 2–12 (1–4, 1–4, 0–4) | Kirgizisztán | Skenderija, Szarajevó Nézőszám: 112 |

| Jegyzőkönyv | Jegyzőkönyv                   | Jegyzőkönyv                          | Jegyzőkönyv                         | Jegyzőkönyv                                                         |
| --- | ----------------------------- | ------------------------------------ | ----------------------------------- | ------------------------------------------------------------------- |
| | Emerson Keung Cheung Ching-ho | Kapusok                              | Alexander Petrov Arslan Maraimbekov | Játékvezető: Vitalijus Sevruk Vonalbírók: David Perduv Jiří Svoboda |
| \| \| 0–1 \| 01:58 – Ismanov (Mirbekov) \| \| \| 0–2 \| 05:43 – Isamatov (Mirbekov, Ismanov) \| \| \| 0–3 \| 06:13 – Chuvalov \| \| \| 0–4 \| 14:14 – Titov (Seifulov, Kudashev) \| \| Chu (Tang, Cheng) – 19:33 \| 1–4 \| \| \| \| 1–5 \| 29:18 – Titov (Isamatov) \| \| \| 1–6 \| 33:29 – Titov (Seifulov) \| \| \| 1–7 \| 33:52 – Ismanov (Kim, Mirbekov) \| \| \| 1–8 \| 35:48 – Abdyraev Titov, (Seifulov) \| \| Chu (Cheng) – 38:22 \| 2–8 \| \| \| \| 2–9 \| 40:46 – Seifulov (Abdyraev) \| \| \| 2–10 \| 49:16 – Kim (Ismanov, Mirbekov) \| \| \| 2–11 \| 59:29 – Kashaev (Abdyraev) \| \| \| 2–12 \| 59:48 – Seifulov (Titov) (SH) \| |                               |                                      |                                     | Játékvezető: Vitalijus Sevruk Vonalbírók: David Perduv Jiří Svoboda |
| 0 perc | Büntetések                    | 8 perc                               |                                     | Játékvezető: Vitalijus Sevruk Vonalbírók: David Perduv Jiří Svoboda |
| 9 | Lövések                       | 59                                   |                                     | Játékvezető: Vitalijus Sevruk Vonalbírók: David Perduv Jiří Svoboda |
| | 0–1                           | 01:58 – Ismanov (Mirbekov)           |                                     | Játékvezető: Vitalijus Sevruk Vonalbírók: David Perduv Jiří Svoboda |
| | 0–2                           | 05:43 – Isamatov (Mirbekov, Ismanov) |                                     | Játékvezető: Vitalijus Sevruk Vonalbírók: David Perduv Jiří Svoboda |
| | 0–3                           | 06:13 – Chuvalov                     |                                     | Játékvezető: Vitalijus Sevruk Vonalbírók: David Perduv Jiří Svoboda |
| | 0–4                           | 14:14 – Titov (Seifulov, Kudashev)   |                                     |                                                                     |
| Chu (Tang, Cheng) – 19:33 | 1–4                           |                                      |                                     |                                                                     |
| | 1–5                           | 29:18 – Titov (Isamatov)             |                                     |                                                                     |
| | 1–6                           | 33:29 – Titov (Seifulov)             |                                     |                                                                     |
| | 1–7                           | 33:52 – Ismanov (Kim, Mirbekov)      |                                     |                                                                     |
| | 1–8                           | 35:48 – Abdyraev Titov, (Seifulov)   |                                     |                                                                     |
| Chu (Cheng) – 38:22 | 2–8                           |                                      |                                     |                                                                     |
| | 2–9                           | 40:46 – Seifulov (Abdyraev)          |                                     |                                                                     |
| | 2–10                          | 49:16 – Kim (Ismanov, Mirbekov)      |                                     |                                                                     |
| | 2–11                          | 59:29 – Kashaev (Abdyraev)           |                                     |                                                                     |
| | 2–12                          | 59:48 – Seifulov (Titov) (SH)        |                                     |                                                                     |

| 2023. március 5. 20:00 | Bosznia-Hercegovina | 15–1 (5–1, 4–0, 6–0) | Malajzia | Skenderija, Szarajevó Nézőszám: 1457 |

| Jegyzőkönyv | Jegyzőkönyv                   | Jegyzőkönyv          | Jegyzőkönyv           | Jegyzőkönyv                                                          |
| --- | ----------------------------- | -------------------- | --------------------- | -------------------------------------------------------------------- |
| | Dino Pašović Karim Ahmetovski | Kapusok              | Muhammad Azlly Tengku | Játékvezető: Park Jae-hyung Vonalbírók: Alejandro García Lukáš Kacej |
| \| \| 0–1 \| 01:13 – M. Raja Amin \| \| Omer (Ljevak) – 04:11 \| 1–1 \| \| \| Omer (Mlivić) – 06:10 \| 2–1 \| \| \| T. Mrkva (Gaković, Cordalija) (PP) – 07:04 \| 3–1 \| \| \| Cordalija – 10:10 \| 4–1 \| \| \| H. Mrkva (Omer) – 17:05 \| 5–1 \| \| \| Omer (Mlivić) (PP) – 21:46 \| 6–1 \| \| \| Jahjafendic (Alic, Cordalija) – 25:47 \| 7–1 \| \| \| Miskic (Cordalija, H. Mrkva) – 33:54 \| 8–1 \| \| \| Dinalić (Filipović, Alic) – 39:07 \| 9–1 \| \| \| Mlivić – 40:24 \| 10–1 \| \| \| Mlivić (Omer) (PP) – 42:21 \| 11–1 \| \| \| Omer (Dinalić) – 47:22 \| 12–1 \| \| \| Ćatović (Jahjafendic) – 52:30 \| 13–1 \| \| \| Miskic (Omer, Mlivić) – 53:30 \| 14–1 \| \| \| Omer (Dinalić) – 57:53 \| 15–1 \| \| |                               |                      |                       | Játékvezető: Park Jae-hyung Vonalbírók: Alejandro García Lukáš Kacej |
| 8 perc | Büntetések                    | 8 perc               |                       | Játékvezető: Park Jae-hyung Vonalbírók: Alejandro García Lukáš Kacej |
| 47 | Lövések                       | 19                   |                       | Játékvezető: Park Jae-hyung Vonalbírók: Alejandro García Lukáš Kacej |
| | 0–1                           | 01:13 – M. Raja Amin |                       | Játékvezető: Park Jae-hyung Vonalbírók: Alejandro García Lukáš Kacej |
| Omer (Ljevak) – 04:11 | 1–1                           |                      |                       | Játékvezető: Park Jae-hyung Vonalbírók: Alejandro García Lukáš Kacej |
| Omer (Mlivić) – 06:10 | 2–1                           |                      |                       | Játékvezető: Park Jae-hyung Vonalbírók: Alejandro García Lukáš Kacej |
| T. Mrkva (Gaković, Cordalija) (PP) – 07:04 | 3–1                           |                      |                       |                                                                      |
| Cordalija – 10:10 | 4–1                           |                      |                       |                                                                      |
| H. Mrkva (Omer) – 17:05 | 5–1                           |                      |                       |                                                                      |
| Omer (Mlivić) (PP) – 21:46 | 6–1                           |                      |                       |                                                                      |
| Jahjafendic (Alic, Cordalija) – 25:47 | 7–1                           |                      |                       |                                                                      |
| Miskic (Cordalija, H. Mrkva) – 33:54 | 8–1                           |                      |                       |                                                                      |
| Dinalić (Filipović, Alic) – 39:07 | 9–1                           |                      |                       |                                                                      |
| Mlivić – 40:24 | 10–1                          |                      |                       |                                                                      |
| Mlivić (Omer) (PP) – 42:21 | 11–1                          |                      |                       |                                                                      |
| Omer (Dinalić) – 47:22 | 12–1                          |                      |                       |                                                                      |
| Ćatović (Jahjafendic) – 52:30 | 13–1                          |                      |                       |                                                                      |
| Miskic (Omer, Mlivić) – 53:30 | 14–1                          |                      |                       |                                                                      |
| Omer (Dinalić) – 57:53 | 15–1                          |                      |                       |                                                                      |